# Mantophryne louisiadensis
Mantophryne louisiadensis és una espècie de granota de la família dels microhílids. Només es coneix que habiti a l'illa Rossel, a l'est de Papua Nova Guinea (relativament a prop de les Illes Salomó), on apareix des del nivell del mar fins als 700 metres d'altitud. Les cites de l'illa Tagula pertanyen a una altra espècie.
Viu a la selva de les terres baixes i a la selva nebulosa i presumiblement es reprodueix per desenvolupament directe.